# South Saskatchewan River
Der South Saskatchewan River (französisch rivière Saskatchewan Sud, deutsch Süd Saskatchewan) ist ein Fluss im Westen Kanadas mit einer Gesamtlänge von 886 km.

## Verlauf
Mit seinem linken Quellfluss Bow River hat er eine Länge von 1392 km. Er entsteht im Süden der Provinz Alberta aus dem Zusammenfluss des Bow River und des Oldman River, die beide ihren Ursprung in den Rocky Mountains haben. Der Punkt des Zusammenflusses liegt an der Grenze zwischen dem westlich gelegenen Municipal District of Taber und dem östlich gelegenen Cypress County. Dann fließt er über Medicine Hat weiter in die Provinz Saskatchewan. Dort passiert er die Stadt Saskatoon und vereinigt sich östlich von Prince Albert an den Saskatchewan River Forks mit dem North Saskatchewan River zum Saskatchewan River. Der South Saskatchewan River spielte eine wichtige Rolle bei der Erschließung des Westens von Kanada durch europäische Siedler. Der Saskatchewan Landing Provincial Park liegt am Flusslauf.

## Wasserkraftwerke
Der Gardiner-Staudamm südlich von Saskatoon staut den South Saskatchewan River zum Lake Diefenbaker auf. Hier liegt das Coteau Creek-Wasserkraftwerk. Es wurde 1968 fertiggestellt und besitzt drei 63-MW-Francis-Turbinen. Es wird von SaskPower betrieben.